# 안인기
안인기(安仁基, 1947년 4월 30일 ~ )는 대한민국의 기업가 겸 예술기관단체인이며 예비역 대한민국 육군 중위이다.

## 생애
미 군정 남조선 과도정부 서울특별자유시에서 출생하였으며 대한민국 경상북도 대구시에서 잠시 유년기를 보낸 적이 있는 그의 본관(관향)은 순흥(順興)이고 호(號)는 현락(峴落)이며 영화배우 안성기(安聖基)의 형이기도 하다.
그는 1967년 연극배우 첫 데뷔를 하였고 이후 3년간 연극배우 활동을 하다가 1970년에 학군사관으로 육군 소위 임관하여 군에서 복무하던 시기 가운데 1971년부터 이듬해 1972년까지는 베트남 전쟁에 참전을 하였고 군 복무 후 1973년 육군 중위 예편하였으며 이듬해 1974년에 KBS 한국방송공사 방송연출PD로 입사하여 〈전국노래자랑〉, 〈가족오락관〉 등의 제작연출PD로 이름을 날렸으며 또한 그는 한때 1988년에는 전세권 당시 KBS 드라마 PD와 공동으로 KBS 성탄특집드라마 〈조선백자 마리아상(기획: 주일청 / 제작: 황은진 / 원작: 서기원 / 극본: 곽인행 / 연출: 전세권, 안인기)〉의 연출PD를 맡기도 하였다.
2005년 8월에 KBS 한국방송공사 방송제작연출PD를 정년퇴임하고 프로덕션 기업가로 전향하였으며 이듬해 2006년에는 연극연출가 데뷔하였고 그 후 예원예술대학교 연극영화코미디학과 초빙교수를 지내는 등 예술기관단체인과 대학 교수도 역임하였으며 현재는 예원예술대학교 문화영상창업대학원 석좌교수 재직하고 있다.
2011년에는 영화 《써니》라는 작품을 통하여 영화제작자 겸 영화투자자로 데뷔하였다.

## 학력
- 경동중학교 졸업
- 경동고등학교 졸업
- 중앙대학교 연극영화학과 학사

## 작품

### 과거연극출연작
- 1967년 《데미안》 ... 데미안 역(주인공)
- 1968년 《고도를 기다리며》 ... 블라디미르 역(주연)
- 1969년 《햄릿》 ... 햄릿 역(주인공)

### 과거 연극연출작
- 2006년 《파우스트》